# محمدرضا شفیعی کدکنی
محمّدرضا شفیعی کَدْکَنی (زادهٔ ۱۹ مهرِ ۱۳۱۸) با تخلّصِ م. سرشک، استاد ممتاز دانشگاه تهران، ادیب، نویسنده، پژوهشگر و شاعر ایرانی است.

## زندگی

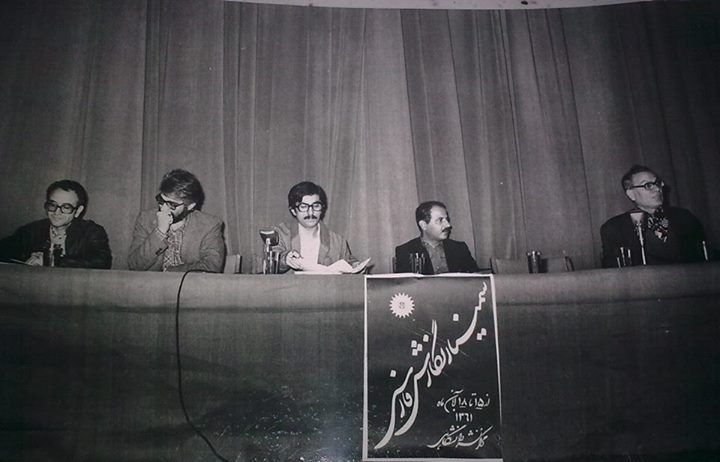
از راست: خسرو فرشیدورد، محمد طباطبایی، سعید حمیدیان، نصرالله پورجوادی و شفیعی کدکنی، سمینار نگارش فارسی، مرکز نشر دانشگاهی، ۱۳۶۱

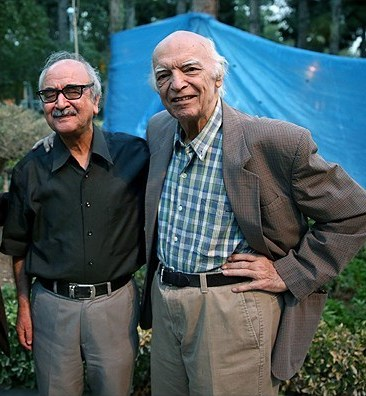
کدکنی به همراهِ نجف دریابندری

شفیعی کدکنی در ۱۹ مهر ۱۳۱۸ در روستای کدکن از توابع شهرستان تربت حیدریه در خراساندر خانواده‌ای اهل علم دیده به جهان گشود. از افراد مهم این خانواده به میرزا محمد شفیع کدکنی معروف به میرزای عالمیان، وزیر شاه عباس بزرگ، می‌توان اشاره کرد. شفیعی کدکنی هرگز به دبستان و دبیرستان نرفت و از آغاز کودکی نزد پدر خود آ میرزا محمد (که روحانی بود) و محمدتقی ادیب نیشابوری از نزدیکانش به فراگیری زبان و ادبیات عرب پرداخت. او در هفت‌سالگی تمام الفیهٔ ابن مالک را از حفظ بود و فقه، کلام و اصول را نزد شیخ هاشم قزوینی (معروف به «فقیه آزادگان») فراگرفت. اما پس از مرگ شیخ هاشم، تا آخرین مراحل درس خارج فقه را نزد سید محمدهادی میلانی خواند و در این دوره با سیّد علی خامنه‌ای هم‌درس بود. او به پیشنهاد علی‌اکبر فیاض در دانشگاه فردوسی مشهد نام‌نویسی کرد و در کنکور آن سال نفر اول شد و به دانشکدهٔ ادبیات رفت و مدرک کارشناسی خود را در رشتهٔ زبان و ادبیات فارسی از دانشگاه فردوسی، و مدرک دکتری را نیز در همین رشته از دانشگاه تهران گرفت.
محمدرضا شفیعی کدکنی از سال ۱۳۴۸ استاد دانشگاه تهران است. بدیع‌الزمان فروزانفر زیر برگهٔ پیشنهاد استخدام وی نوشته بود «احترامی است به فضیلت او». شفیعی از جمله دوستان نزدیک مهدی اخوان ثالث، شاعر خراسانی، به‌شمار می‌رود و دلبستگی خود را به اشعار وی پنهان نمی‌کند.
شفیعی کدکنی روز پنجشنبه ۵ شهریور ۱۳۸۸ تهران را به مقصد ایالات متحده آمریکا ترک کرد. این سفر بازتاب وسیعی در مطبوعات ایران داشت. او برای استفاده از یک فرصت مطالعاتی به مؤسسهٔ مطالعات پیشرفتهٔ دانشگاه پرینستون رفت تا در باب تاریخ و تطور فرقهٔ کَرامیه تحقیق کند، و پس از نه ماه به ایران بازگشت و پس از بازگشت به ایران بر سر کرسی تدریس خود در دانشگاه تهران حاضر شد.
در مهر ۱۳۹۸ در هفتمین دورهٔ جشنوارهٔ بین‌المللی هنر برای صلح، «نشان عالی هنر برای صلح» به او اهدا شد.

## کتاب‌ها و اشعار
شفیعی کدکنی سرودن شعر را از جوانی به شیوهٔ قدمایی آغاز کرد و پس از چندی به سبک نو مشهور به نیما یوشیج روی آورد. با انتشار دفتر شعر در کوچه باغ‌های نشابور نام‌آور شد. آثار شفیعی را می‌توان به سه گروه انتقادی و نظری و مجموعه اشعار خود وی تقسیم کرد. آثار انتقادی این نویسنده، شامل تصحیح آثار کلاسیک فارسی و نگارش مقالاتی در حوزه نظریه ادبی می‌شود، که بخشی از آن‌ها در زیر آورده شده‌اند. در میان آثار نظری شفیعی کدکنی کتاب موسیقی شعر جایگاهی ویژه دارد و در میان مجموعه اشعارش در کوچه باغ‌های نشابور آوازه بیشتری دارد. زمزمه‌ها، شبخوانی، از زبان برگ، بوی جوی مولیان، از بودن و سرودن، مثل درخت در شب باران، هزاره دوم آهوی کوهی، صور خیال در شعر فارسی، موسیقی شعر، با چراغ و آینه (در جستجوی ریشه‌های تحول شعر معاصر ایران)، تصحیح اسرارالتوحید نوشته محمدبن منور، تصحیح تاریخ نیشابور نوشته حاکم نیشابوری، تصحیح آثار عطار نیشابوری، تصحیح مختارنامه، تصحیح مصیبت‌نامه، تصحیح منطق‌الطیر، تصحیح اسرارنامه، تصحیح دیوان عطار، تصحیح تذکرةالاولیاء و ترجمه آفرینش و تاریخ نیز از جمله آثار محمدرضا شفیعی کدکنی است.

## در نگاه دیگران
غلامحسین یوسفی: «بی‌گمان مایه فراوانی که م. سرشک از زبان و ادب فارسی اندوخته دارد و از این حیث در میان شاعران نسل خویش، خاصه نوگرایان، کم‌نظیر است و نیز انس وی به زبان دری، زبان دیرین مردم خراسان، چنین توانایی را به او ارزانی داشته است. شعرهای او غالباً رنگ اجتماعی دارد. اوضاع جامعه ایران در دهه‌های ۴۰ و ۵۰ در شعر او به‌صورت تصویره، رمزها، کنایه‌ها و ایماها منعکس است. این موضع را در غزلی در مایه شور و شکفتن چنین بازگو می‌کند:
| نفسم گرفت از این شب درِ این حصار بشکن |  | درِ این حصارِ جادوییِ روزگار بشکن    |
| چو شقایق از دل سنگ برآر رایتِ خون     |  | به جنون صلابت صخرهٔ کوهسار بشکن    |
| تو که ترجمانِ صبحی به تَرنّم و ترانه    |  | لبِ زخمِ دیده بگشا، صفِ انتظار بشکن… |

م. سرشک، افزون بر بهره‌مندی از قریحه و فطرت شاعری، در شعر خویش از دیدگاهی انسانی و اجتماعی سخن می‌گوید و چون از فرهنگ ایران و زبان فارسی بهره‌ور است، می‌تواند اندیشه‌ها و دریافت‌ها و پدیده‌های زیبای جهان شاعرانه خود را به‌صورت دلکش و پرتاثیر به ما عرضه کند.»
قدمعلی سرامی: «شفیعی از معدود ادیبانی است که در این روزگار از خودبیگانگی انسان‌ها در تنگناهای اقتصادی، زندگی خود را وقف معرفت ادبی کرده است. کتاب‌هایی چون «صور خیال در شعر فارسی»، «شاعر آینه‌ها»، «گزیده غزلیات شمس» و صدها مقاله محققانه و نیز متون مصحح و منقح اسرارالتوحید و مختارنامه و…، در کنار انبوهی از مجموعه‌های شعر، گواه عشق این مرد به فرهنگ آبگون و آتشسار این خاک و آب است. ما با بررسی مجموعه‌های او، متوجه می‌شویم با شاعری رویاروییم که در عین شناخت دیرینه ادب منظوم دری، نوگراست»

## بررسی آثار
شفیعی کدکنی را می‌توان در زمره شاعران اجتماعی دانست. او در اشعار خود تصویری از جامعه ایرانی در دههٔ ۴۰ و ۵۰ خورشیدی را بازمی‌تابد و با رمز و کنایه آن دوران را به خواننده نمایانده، دل‌بستگی و گرایش فراوان به آیین و فرهنگ ایرانی و به‌خصوص خراسان را نشان می‌دهد.
تصحیحات او نمونهٔ قابل توجه تصحیح انتقادی متن است، اسرارالتوحید، مصیبت‌نامه، الهی‌نامه، منطق‌الطیر، اسرارنامه، مقامات و حالات ابوسعید، نوشته بر دریا (مقامات ابوالحسن خرقانی)، مرموزات اسدی در مرموزات داوودی، بهترین نمونه‌های تصحیح انتقادی متن در ادبیات فارسی‌اند.
او از اندک پژوهندگان تاریخ و ادب فارسی است که به تاریخ کرامیه پرداخته و کتابی نیز در این باب فراهم کرده است. قلندریه در تاریخ
کتاب‌های دیگر او مثل موسیقی شعر، صور خیال، ادوار شعر فارسی، زمینه‌های اجتماعی شعر فارسی، از جامی تا روزگار ما امروزه از کتاب‌های کلاسیک نقد ادبی محسوب می‌شوند.
او شیفته و دلباخته شعر فارسی است و علاقهٔ او به عرفان و نقد ادبی هم از همین‌جا برمی‌خیزد.
وی در کتاب زبان شعر در نثر صوفیه آورده است که آنچه در زبان فارسی به «آن» معروف است و می‌توان آن را جوهره جمال دانست، در زبان‌های دیگر وجود ندارد.
او همچنین شعر فارسی را به خاطر مسئله ردیف که در هیچ زبان دیگری امکان کاربرد آن را نمی‌توان یافت، ممتاز دانسته است. شفیعی کدکنی همچنین در این کتاب، شطح را نوعی شکستن تابوها معرفی نموده و شطحیات حلاج را به‌طور ضمنی با کتاب زایش تراژدی نیچه مقایسه کرده است که در هر دو به تجربه بیان «بیان‌ناپذیرها» پرداخته شده است. نکته تازه‌ای که او در این زمینه بیان می‌کند به ساختار شطح و اینکه اخباری باشد (مانند سبحانی ما اعظم شانی) یا انشایی (انالحق) و تأثیر متفاوت این دو بیان بازمی‌گردد.
یکی از بحث‌های جذاب این کتاب پاسخ به این سؤال است که چرا شاعران عرب به‌اندازه شاعران فارسی‌زبان از آیات قرآن در اشعار خود استفاده ننموده‌اند.
شفیعی کدکنی محور این کتاب خود را بر این عقیده که برای بسط و درک تجربه دست‌نیافتنی صوفی به ناچار باید از سخنان و زبانی که به کار برده است کمک گرفت، استوار نموده است و بیان می‌کند که گاه حرکت از صوت به صورت و معنی بسیار بارز است. یکی از مثال‌هایی که او به آن اشاره نموده شعری است از شاعری با نام علی ابن حسین مغربی که قصیده‌ای در حالت تب و هذیان سروده بدین شکل که:
دَرَن دَرَن دَرَن دَرَن دَرَن دَبی / انا علی بی الحسین المغربی
شفیعی کدکنی در این اثر خود برای شرح مفهوم سبک‌شناسی عرفانی می‌گوید: «هر نگاه هنری به الاهیات و دین» می‌تواند ویژگی‌های اسلوبی و سبکی خاص خود را داشته باشد، که همان سبک‌شناسی عرفانی‌است.
وی همچنین معتقد است که در سرتاسر تاریخ فرهنگ و تمدن اسلامی، با دو گونه تصوف روبرو هستیم که یکی تصوف قبل از ابن عربی یا تصوف خراسانیست و دیگری تصوف بعد از ابن عربی، و این دو مکتب را بر روی مثلثی نشان می‌دهد که نقطه صعود یک ضلع آن مثنوی معنوی است و راس ضلع دیگر، ابن عربی است که به مرور با نزدیک شدن به عرفان قاجاری و قرن سیزدهم، با نزول همراه می‌شود.

## اندیشه‌ها

### ادبیات فارسی و ادبیات زبان‌های محلی
کدکنی در یک سخنرانی در کلاس درس از نقش انگلستان و روسیه در برچیدن زبان فارسی از شبه قاره هند و آسیای میانه گفت و بزرگ کردن زبان‌های محلی را سیاست دیگر کشورها را در جهت تضعیف زبان فارسی دانسته بود. شفیعی معتقد است زبان فارسی شاهنامه فردوسی، مثنوی مولوی، حافظ، سعدی و نظامی دارد و می‌تواند با شکسپیر رقابت کند اما زبان محلی که فاقد این جایگاه است و به مرور جایگاهش را از دست داده و به ادبیات انگلیسی و روسی در این مناطق روی آورده می‌شود. او ادبیات زبان های محلی را به عبارتی ناتوان از رقابت و رویارویی با ادبیات های مدعی در جهان همون روسی و انگلیسی دانسته. چنانچه بخواهیم منطقی و به دور از نگرش های افراطی قومگرایانه نگاه کنیم می‌بینیم که صحبت های دکتر شفیعی کدکنی مشخصاً دقیق و منطقی است. امروزه در جهان زبانی مانند زبان و ادب فارسی نیست که تا این حد سرچشمه های حکمت و آموزه های غنی عرفانی و حکیمانه در آن نهفته باشد. قطعا امروزه ادبی مانند فارسی که از لحاظ غنی بودن، عمیق بودن و داشتن سرمایه های امثال حافظ، سعدی، فردوسی، مولوی، نظامی و... که آثار آنها نمونه های بی بدیلی از آمیختگی زیبایی کلام و عمق حکمت و بینش است ؛ توانایی رقابت و پیشی گرفتن از ادبیات انگلیسی و روسی و سایر ادبیات های مدعی در جهان دارد. این سخنان او جنجالی شد و انتقادات فراوانی را به بار آورد. البته او در ادامه زبان‌های محلی را پشتوانه فرهنگی ایران دانسته بود و بیان کرده بود که اگر این زبان‌ها حفظ نشوند بخش اعظمی از فرهنگ ایرانیان غیرقابل درک خواهد بود.

### گرایش‌های فرمالیستی
شفیعی کدکنی گرایشی بارز به صورتگرایی با مبانی فرمالیسم روسی دارد. کتاب‌های «صور خیال در شعر فارسی» و «موسیقی شعر» و «بیدل شاعر آینه‌ها» و نیز بسیاری از مقالات وی مانند «جادوی مجاورت» و «ساختار ساختارها» صبغه و بن‌مایهٔ فرمالیستی دارد. تعریف وی از شعر به «رستاخیز زبان» ترجمهٔ دیدگاه فرمالیست‌های روس است. همچنین اصطلاحات فرمالیستی «پیرنگ»، «آشنایی‌زدایی»، «عنصر مسلط» از نمونهٔ مواضع رویکرد وی به فرمالیسم است. گذشته از مقالات و کتب مذکور، شفیعی کدکنی کتابی با نام «رستاخیز کلمات» در سلسله انتشارات سخن به چاپ رسانیده که به‌طور اخص تمام جوانب جمال‌شناسی نظریات صورتگرایان روس را مورد ارزیابی قرار داده و آن‌ها را با نمونه‌هایی قابل فهم از ادبیات فارسی انطباق داده است.

### تاریخ‌گرایی در ادبیات
شفیعی کدکنی از سال‌های ۱۳۶۰ به بعد به پژوهش در تاریخ با رویکرد تصحیح متون ادبیات عرفانی روی آورد. او معتقد است حرکت به سوی مدرنیته بدون شناخت سنت دشوار است. تاریخ‌گرایی وی هر چند پشتوانهٔ تئوریک مشخصی ندارد، اما سخت پای‌بند مستندسازی با متون تاریخی است.

### ریشه‌های شعر معاصر
شفیعی معتقد است که تحولات شعر معاصر فارسی تابعی از متغیر ترجمه است. این نظرگاه بنیاد کتاب وی «با چراغ و آینه، در جستجوی ریشه‌های تحول شعر معاصر ایران» را شکل داده است. برخی دیدگاه‌های وی در این کتاب مورد انتقاد برخی قرار گرفته است.

#### نظر شفیعی کدکنی دربارهٔ احمد شاملو
محمدرضا شفیعی کدکنی در کتاب با چراغ و آینه؛ در جستجوی ریشه‌های تحول شعر معاصر ایران نظر خود را دربارهٔ احمد شاملو چنین بیان می‌کند: 
 «حق این است که شاملو را برای نسل جوان امروز باید «تجزیه» و «تحلیل» کرد. ممکن است در این تجزیه خیلی از محسنات او تبدیل به نقاط ضعف شود، ولی به هر حال از این کار گزیری نیست. این کار را آیندگان با بی‌رحمی خواهند کرد. اگر جوانان امروز بدانند که شخصیت ادبی آقای شاملو چگونه تشکیل شده است، هرگز این‌گونه عمر خود را صرف شعر، آن هم شعر این‌طوری ـ که در روزنامه‌ها می‌بینیم ـ نخواهند کرد. تو بهتر از هر کسی می‌دانی که آنچه ا. بامداد یا احمد شاملو را می‌سازد اگر به صد جزء تقسیم شود، پنجاه تا شصت درصدش ربطی به شعر ندارد».

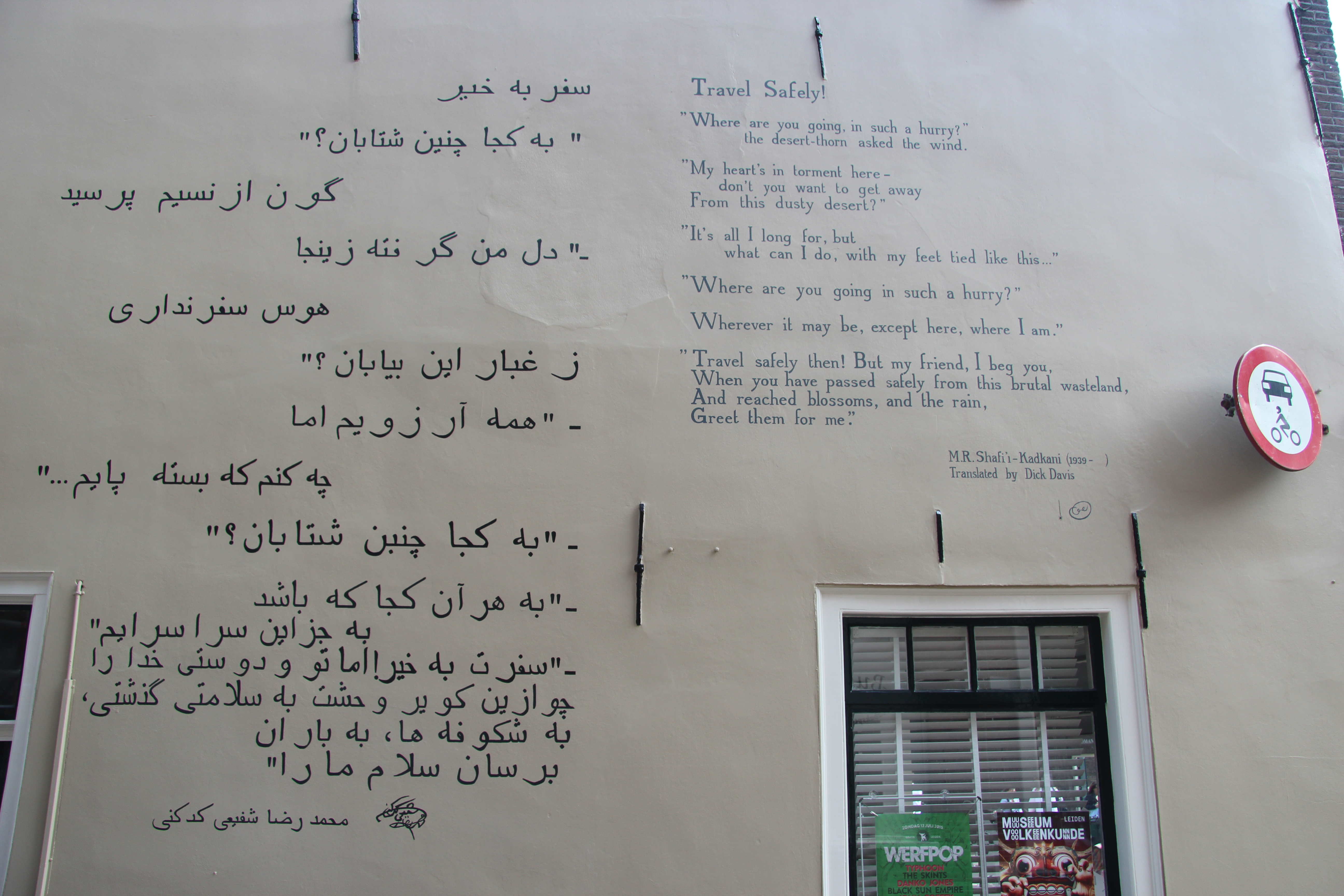
«سفر به خیر» بر دیواری در لیدن

## نوشته‌ها

### مجموعه اشعار
- ۱۳۴۴ - زمزمه‌ها
- ۱۳۴۴ - شبخوانی
- ۱۳۴۷ - از زبان برگ
- ۱۳۵۰ - در کوچه‌باغ‌های نِشابور
- ۱۳۵۶ - بوی جوی مولیان
- ۱۳۵۶ - از بودن و سرودن
- ۱۳۵۶ - مثل درخت در شب باران
- ۱۳۷۶ - هزارهٔ دوم آهوی کوهی
- ۱۳۹۹ - طفلی به نام شادی[۱۸]
- ۱۴۰۲ - رباعیاتی از نیشابور
- ۱۴۰۲ - نامه‌ای به آسمان

### آثار نظری و انتقادی و تصحیح و ترجمه
- صور خیال در شعر فارسی
- موسیقی شعر
- تصحیح اسرارالتوحید نوشتهٔ محمد بن منور بن ابی‌سعد بن ابی‌طاهر بن ابی‌سعید میهنی
- تصحیح تاریخ نیشابور نوشتهٔ حاکم نیشابوری
- از مجموعهٔ آثار فریدالدین عطار نیشابوری، انتشارات سخن:
  - مقدمه، تصحیح و تعلیقات مختارنامه
  - مقدمه، تصحیح و تعلیقات مصیبت‌نامه
  - مقدمه، تصحیح و تعلیقات منطق‌الطیر
  - مقدمه، تصحیح و تعلیقات اسرارنامه
  - مقدمه، تصحیح و تعلیقات الهی‌نامه
  - مقدمه، تصحیح و تعلیقات تذکرةالاولیاء، در دو جلد
- مقدمه، ترجمه و تعلیقات بر آفرینش و تاریخ از طاهربن مطهربن مقدسی در دو جلد، نشر آگاه
- مقدمه، تصحیح و تعلیقات مقامات حاتمی
- مفلس کیمیافروش دربارهٔ شعر انوری، انتشارات سخن
- زبور پارسی: نگاهی به زندگی و غزل‌های عطار، نشر آگاه
- تازیانه‌های سلوک: در بارهٔ قصاید سنایی، نشر آگاه
- در اقلیم روشنایی: تفسیر چند غزل حکیم سنایی، نشر آگاه
- شاعر آیینه‌ها: بررسی سبک هندی و شعر بیدل دهلوی، نشر آگاه
- آن سوی حرف و صوت: گزیدهٔ اسرارالتوحید، انتشارات سخن
- از مجموعهٔ میراث عرفانی ایران، انتشارات سخن:
  - دفتر روشنایی (دربارهٔ بایزید بسطامی)
  - نوشته بر دریا (دربارهٔ ابوالحسن خرقانی)
  - چشیدن طعم وقت (دربارهٔ ابوسعید ابوالخیر)
  - در هرگز و همیشهٔ انسان (دربارهٔ خواجه عبدالله انصاری)
  - درویش ستیهنده (دربارهٔ شیخ جام ژنده‌پیل)
- زبان شعر در نثر صوفیه درآمدی به سبک‌شناسی نگاه عرفانی
- مقدمه، تصحیح و تعلیقات برحالات و سخنان ابوسعید تألیف جمال‌الدین ابوروح لطف‌الله بن ابی‌سعید بن ابی‌سعد، انتشارات سخن
- ادوار شعر فارسی از مشروطه تا سقوط سلطنت، انتشارات سخن
- زمینهٔ اجتماعی شعر فارسی، انتشارات اختران ۸۶
- قلندریه در تاریخ دگردیسی‌های یک ایدئولوژی، انتشارات سخن ۸۶
- ترجمهٔ تصوف اسلامی و رابطهٔ انسان و خدا، نوشتهٔ رینولد نیکلسون، نشر سخن
- تصحیح غزلیات شمس تبریز، انتشارات سخن ۸۸
- مقدمه‌نویسی و انتشار تصویر نسخه خطی منظومهٔ علی‌نامه، انتشارات میراث مکتوب ۸۸
- مقدمهٔ تحلیلی و تعلیقات بر دیوان قائمیات، نویافته‌ترین دیوان شعری مذهب اسماعیلیه، به تصحیح «سید جلال حسینی بدخشانی» ، انتشارات میراث مکتوب
- با چراغ و آینه در جستجوی ریشه‌های تحول شعر معاصر ایران، انتشارات سخن، ۹۱
- حالات و مقامات م. امید (مهدی اخوان ثالث)، انتشارات سخن، ۹۱
- شاعری در هجوم منتقدان، نقد ادبی در سبک هندی پیرامون شعر حزین لاهیجی، نشر آگه، ۱۳۷۵
- مقدمه، تصحیح و تعلیقات «مرموزات اسدی در مزمورات داودی» از نجم‌الدین رازی، انتشارات سخن
- رستاخیزِ کلمات درس‌گفتارهایی دربارهٔ تئوری فرمالیسم روسی، انتشارات سخن، ۹۲
- گزیدهٔ غزلیات شمس، ناشر: شرکت سهامی کتاب‌های جیبی با همکاری مؤسسهٔ انتشارات امیرکبیر
- ترجمهٔ آوازهای سندباد سرودهٔ عبدالوهاب البیاتی، انتشارات نیل، ۱۳۴۸[۱۹]
- شعر معاصر عرب، انتشارات سخن
- این کیمیای هستی، انتشارات سخن، ۱۳۹۷
- رسوم دارالخلافه یا نقش آیین‌های ایرانی درنظام خلافت اسلامی؛ هلال ابن محسن صابی، تصحیح این متن، نشر کارنامه، ۱۳۹۷

### غیرفارسی
- Shafī'ī Kadkanī (1981). "Persian Literature (Belles Lettres) from the Time of Jāmī to the Present Day".  In Morrison, G. (ed.). History of Persian Literature from the Beginning of the Islamic Period to the Present Day. Leiden: E. J. Brill. ISBN 90-04-06481-8.